# Chaerophyllum villosum
Chaerophyllum villosum är en flockblommig växtart som beskrevs av Nathaniel Wallich och Dc. Chaerophyllum villosum ingår i släktet rotkörvlar, och familjen flockblommiga växter. Inga underarter finns listade i Catalogue of Life.